# Павел (Саббатовский)
Архиепископ Павел (в миру Косьма Васильевич Субботовский; 1771, село Зазимье, Остерский уезд, Черниговская губерния, Российская империя — 7 [19] февраля 1832) — епископ Русской православной церкви, архиепископ Астраханский и Енотаевский.

## Биография
Родители его были крепостные крестьяне киевского Софийского монастыря.
Косьма в детстве пас овец, но в зимнее время ходил в сельскую школу, где обучался чтению и письму.
По смерти родителей старший брат Косьмы Яков отдал его к родственникам — причётникам в школу при Киево-Подольской церкви, где Косьма усовершенствовался в чтении и письме. Заметив в нём способности и отличные yспехи, родственники упросили префекта Киевской академии Димитрия(Устимовича), бывшего настоятелем Братскаго монастыря, взять Косьму к себе в послушники.
Архимандрит определил его в Киевскую академию, где он и окончил курс наук.
С 1803 года префект Смоленской духовной семинарии и архимандрит Смоленского Авраамиева монастыря.
С 1809 года ректор Смоленской духовной семинарии.
18 февраля 1817 года хиротонисан во епископа Слободско-Украинского и Харьковского.
26 января 1826 года переведен в Астрахань. 22 августа того же года возведен в сан архиепископа Астраханского и Кавказского.
С 6 апреля 1829 года именовался архиепископом Астраханским и Енотаевским.
Скончался 7 февраля 1832 года.